# Doral (Floride)
Pour le cépage suisse, voir Doral.
Doral est une ville située dans le comté de Miami-Dade, dans l'État de Floride, aux États-Unis, juste à l'ouest de la ville de Miami. Selon l'estimation officielle de 2018, la population est de 61 824 habitants. Doral est devenue officiellement une ville en 2003.
L'Aéroport international de Miami est situé à l'est de la ville.
Doral est parfois surnommé « Doralzuela » en raison de son importante population vénézuélienne, qui a commencé à se déplacer vers Doral à l'époque de sa constitution en 2003 et dont l'exode, en particulier de riches vénézuéliens s'est accentué depuis la crise de 2013.[réf. nécessaire] En 2017, la population vénézuélienne est estimée à 15 767 personnes, soit 28 % de la population totale.
Donald Trump y détient un golf : Trump National Doral Miami (en).

## Géographie
La ville de Doral est située dans l'agglomération de Miami.

## Démographie
| 1990  | 2000   | 2010   | - | - | - |
| ----- | ------ | ------ | - | - | - |
| 3 126 | 20 438 | 45 704 | - | - | - |

## Source
- (en) Cet article est partiellement ou en totalité issu de l’article de Wikipédia en anglais intitulé « Doral, Florida » (voir la liste des auteurs).

1. ↑  (en) « HISPANIC OR LATINO ORIGIN BY SPECIFIC ORIGIN », sur census.gov (consulté le 15 septembre 2019)
2. ↑  (en) « Statistiques des États-Unis - Floride - Profils des communautés de 2010 » (consulté en juillet 2021)